# Elezioni parlamentari in Ucraina del 2012
Le elezioni parlamentari in Ucraina del 2012 si sono tenute il 28 ottobre per eleggere i 450 membri della Verchovna Rada, il parlamento ucraino.
Metà dei deputati sono stati eletti con un sistema proporzionale, mentre l'altra metà con un sistema uninominale maggioritario.
Hanno visto la vittoria del Partito delle Regioni del presidente in carica Viktor Janukovyč, il cui leader Mykola Azarov è stato quindi nominato primo ministro, sostenuto da una maggioranza a orientamento filo-russo ed euroscettico, formata dal suo partito, dal Partito Comunista d'Ucraina e da alcuni deputati indipendenti.
L'OSCE ha contestato le elezioni, parlando di "regressione" della democrazia e criticando tanto la campagna elettorale (la detenzione della leader dell'opposizione Julija Tymošenko, l'uso da parte della maggioranza uscente di fondi pubblici, i media dichiaratamente schierati) quanto le operazioni di voto e scrutinio.

## Risultati
| Liste                                       | Riparto nazionale | Riparto nazionale | Riparto nazionale | Seggi collegi | Seggi totale |
| Liste                                       | Voti              | %                 | Seggi             | Seggi collegi | Seggi totale |
| ------------------------------------------- | ----------------- | ----------------- | ----------------- | ------------- | ------------ |
| Partito delle Regioni                       | 6.116.746         | 30,00             | 72                | 115           | 187          |
| Patria                                      | 5.209.090         | 25,55             | 62                | 40            | 102          |
| Alleanza Democratica Ucraina per la Riforma | 2.847.979         | 13,97             | 34                | 6             | 40           |
| Partito Comunista d'Ucraina                 | 2.687.269         | 13,18             | 32                | -             | 32           |
| Svoboda                                     | 2.129.933         | 10,45             | 25                | 12            | 37           |
| Ucraina - Avanti!                           | 322.198           | 1,58              | -                 | -             | -            |
| Ucraina Nostra                              | 226.492           | 1,11              | -                 | -             | -            |
| Partito Radicale di Oleh Ljaško             | 221.144           | 1,08              | -                 | 1             | 1            |
| Partito dei Pensionati d'Ucraina            | 114.206           | 0,56              | -                 | -             | -            |
| Partito Socialista d'Ucraina                | 93.071            | 0,46              | -                 | -             | -            |
| Partito dei Verdi d'Ucraina                 | 70.261            | 0,35              | -                 | -             | -            |
| Pianeta Verde                               | 70.106            | 0,35              | -                 | -             | -            |
| Blocco Russo                                | 63.532            | 0,31              | -                 | -             | -            |
| Verdi                                       | 51.369            | 0,35              | -                 | -             | -            |
| Ucraina del Futuro                          | 37.909            | 0,19              | -                 | -             | -            |
| Patria Nativa                               | 32.701            | 0,16              | -                 | -             | -            |
| Unione Popolare del Lavoro d'Ucraina        | 22.854            | 0,11              | -                 | -             | -            |
| Nuova Politica                              | 21.030            | 0,10              | -                 | -             | -            |
| Hromada                                     | 17.667            | 0,08              | -                 | -             | -            |
| UNA-UNSO                                    | 16.913            | 0,08              | -                 | -             | -            |
| Partito Liberale d'Ucraina                  | 15.549            | 0,07              | -                 | -             | -            |
| Centro Unito                                | -                 | -                 | -                 | 3             | 3            |
| Partito Popolare                            | -                 | -                 | -                 | 2             | 2            |
| Unione                                      | -                 | -                 | -                 | 1             | 1            |
| Indipendenti                                | -                 | -                 | -                 | 44            | 44           |
| Totale                                      | 20.388.019        | 100               | 225               | 225           | 450          |
| Voti non validi                             | 409.068           | 1,97              | -                 | -             | -            |
| Votanti                                     | 20.797.206        |                   |                   |               |              |

- Dato dei votanti indicato dai risultati ufficiali incoerente con la sommatoria fra voti validi e invalidi (pari a 20.797.087).